# PDFelement 6
PDFelement 6 シリーズは、ソフトウェアメーカー　Wondershare（ワンダーシェアー）が開発・販売しているAll-in-oneのPDF編集・変換・作成ソフトウェアである。
日本語版は「スーパーPDF変換・編集・作成+OCR」から進化し、2017年4月からWondershare日本語公式サイトにて販売開始する。

## 歴史
- 2016年11月28日、WondershareがPDF Association（国際PDFアソシエーション）に加入する。
- 2017年2月15日、PDFelement 専用のサブドメインがオープンされる。
- 2017年4月5日、Wondershare旧「スーパーPDF変換・編集・作成+OCR」を元にしたPDFelement 6シリーズが正式にリリースされる。
- 2017年5月25日、「PDFelement 6」シリーズ Ver6.1 がリリースされる。
- 2017年7月21日、「PDFelement 6」シリーズ Ver6.2 がリリースされる。
- 2017年9月21日、「PDFelement 6」シリーズ Ver6.3 がリリースされる。
- 2018年1月30日、「PDFelement 6」シリーズ Ver6.4 がリリースされる。
- 2018年3月28日、「PDFelement 6」シリーズ Ver6.5 がリリースされる。
- 2018年4月26日、「PDFelement 6」シリーズ Ver6.6 がリリースされる。
- 2018年5月31日、「PDFelement 6」シリーズ Ver6.7 がリリースされる。
- 2018年6月28日、「PDFelement 6」シリーズの最新バージョンVer6.8がリリースされる。

## 製品

### PDFelement 6
PDFelement 6（Windows）、PDFelement 6（Mac）

### PDFelement 6 Pro
PDFelement 6 Pro（Windows）、PDFelement 6 Pro（Mac）

## 主な機能

### PDF直接編集
- テキストと画像を編集、削除、コピー、ペースト、挿入
- ラインモードと段落モードの切替
- 文字サイズ、フォント、色の変更
- 行揃え、段落間隔、文字間隔
- 背景、透かしの追加と削除
- ヘッダーとフッターの挿入、削除、更新
- ベイツ番号を振る（Pro版）
- ハイパーリンクを挿入、削除、編集

### OCR（光学文字認識）（Pro版）
OCR対応言語文字：

日本語、英語、フランス語、ドイツ語、ギリシャ語、イタリア語、ポーランド語、ポルトガル語、ルーマニア語、ロシア語、スロバキア語、スペイン語、トルコ語、キリル文字、

ウクライナ語、オランナダナ語、ハンガリーナ語、中国語（簡）、韓国語、中国語（繁）、タイ語、ベトナム語、ブルガリア語、カタロニア語、チェコ語、クロアチア語

### PDF注釈
- ハイライト、アンダライン、取り消し線、波線、キャレット
- 図形、線、矢印など追加
- メモ、タイプライター、テキストボックス追加
- スタンプの追加と作成
- 注釈を表示/一括非表示
- 添付ファイルの追加（Pro版）

### PDF変換、PDF作成
PDF変換：
- 変換モード — 単一モード、バッチモード
- Officeに変換 — Word、Excel、PowerPoint
- 画像に変換 — JPG、PNG、TIFF、GIF
- 他の形式に変換（Pro版） — EPUB、RTF、TEXT、HTML、HWP、HWPX,PDF/A（Windows版）

PDF作成：
- バッチ作成（Pro版のみ）
- Officeから — Word, Excel, PowerPoint
- 画像から — JPG, JPEG, PNG, TIFF, TIF, GIF
- 他の形式から — テキスト, HTML, RTF,スキャナー/スマホからPDF作成（Pro版、Windows版）

### フォーム作成・入力
- テキストフィールド, チェックボックス, リストボックス, ラジオボタン, ドロップダウンボタン
- 色、テキスト様式、アクション、有効判断、数値計算の設定

### PDF保護
- パスワード設定（閲覧制限／編集制限／印刷制限／コピー制限）
- 墨消し（Pro版）
- デジタル電子署名（Pro版）

### その他
PDF最適化（*ウェブ標準、オフィス標準、プリント標準、カスタム）（Pro版）、

ページ挿入・削除・分割・抽出・置き換え・回転・トリミング、印刷モード設定、

PDF共有、全画面表示、スナップショット、マルチウィンドウ並べて表示…

## 動作環境

### Windows版　動作環境
| OS                     | Windows 10/8.1/8/7/Vista/XP |
| プロセッサー           | 1Ghz または1Ghz以上         |
| RAM                    | 512MB または512MB以上       |
| ハードディスク空き容量 | 500 MB または500MB以上      |
| 必要コンポーネント     | Microsoft .NET Framework 4  |

### Mac版　動作環境
| OS                     | Mac OS X 10.14, 10.13, 10.12, 10.11, 10.10 |
| プロセッサー           | 1Ghz または1Ghz以上                        |
| RAM                    | 512MB または512MB以上                      |
| ハードディスク空き容量 | 500 MB または500MB以上                     |